# Jewhen Aranowskyj

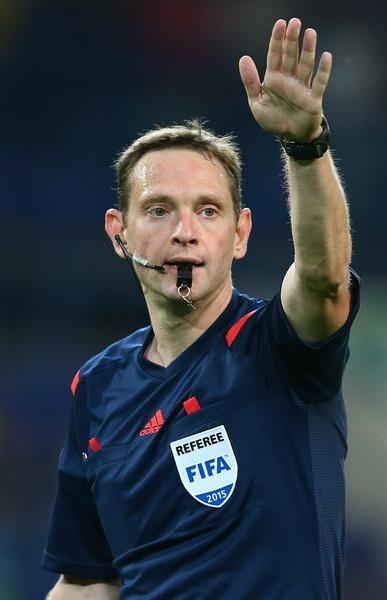
Yevhen Aranovskyi (2015)

Jewhen Anatolijowytsch Aranowskyj (ukrainisch Євген Анатолійович Арановський, wiss. Transliteration Jevhen Anatolijovyč Aranovsʹkyj; * 13. Oktober 1976 in Kiew, Ukrainische SSR, Sowjetunion), auch Ievgenii Aranovskyi, ist ein ukrainischer Fußballschiedsrichter.
Seit 2011 steht Aranowskyj auf der Liste der FIFA-Schiedsrichter und leitet internationale Fußballspiele. Er gehörte zur Gruppe der UEFA-First-Category-Schiedsrichter, der zweithöchsten Schiedsrichter-Kategorie.
In der Saison 2012/13 leitete Aranowskyj erstmals Spiele in der Europa League, bisher noch keine Spiele in der Champions League, aber in der Qualifikation zu beiden Wettbewerben. Zudem pfiff er bereits Partien in der Nations League, in der EM-Qualifikation für die Europameisterschaft 2016 und EM 2021, in der europäischen WM-Qualifikation für die Weltmeisterschaft 2014 in Brasilien, die WM 2018 in Russland und die WM 2022 in Katar sowie Freundschaftsspiele.
Zudem war Aranowskyj bei der U-17-Weltmeisterschaft 2015 in Chile im Einsatz.